# North Braddock
North Braddock é um distrito localizado no estado norte-americano da Pensilvânia, no Condado de Allegheny.

## Demografia
Segundo o censo norte-americano de 2000, a sua população era de 6410 habitantes.
Em 2006, foi estimada uma população de 5915, um decréscimo de 495 (-7.7%).

## Geografia
De acordo com o United States Census Bureau tem uma área de 4,2 km², dos quais 4,0 km² cobertos por terra e 0,2 km² cobertos por água.

## Localidades na vizinhança
O diagrama seguinte representa as localidades num raio de 4 km ao redor de North Braddock.